# Robert E. Preston
Pour les articles homonymes, voir Robert Preston.
Robert E. Preston (1836 - 24 juin 1911) est directeur de la Monnaie des États-Unis de 1893 à 1898.

## Biographie

### Jeunesse
Preston naît à Bean Station, dans le Tennessee, en 1836. En 1856, James Guthrie, secrétaire au Trésor des États-Unis, nomme Preston commis au bureau du premier auditeur. Il gravit les échelons de ce bureau et est responsable de l'audit des comptes de la Monnaie des États-Unis. Il épouse Ellen Lasselle, avec qui il a une fille, Nannie M. Preston.

### Carrière à la Monnaie
Lorsque le bureau de la Monnaie des États-Unis est créé par le Coinage Act de 1873, Henry Linderman, le directeur de la Monnaie des États-Unis, encourage Preston à le rejoindre. Preston occupe les postes de comptable des lingots, de préposé aux analyses, d'ajusteur des comptes et d'examinateur de la Monnaie. À plusieurs reprises, il occupe le poste de directeur intérimaire de la Monnaie des États-Unis en l'absence de Linderman et de ses successeurs, Horatio C. Burchard et James P. Kimball.

### Directeur de la Monnaie
En 1893, le président des États-Unis Grover Cleveland nomme Preston directeur de la Monnaie des États-Unis. La nomination de Preston est strictement basée sur le mérite ; avec la question de la libre frappe de la monnaie qui fait rage, Cleveland veut nommer un non partisan au poste de directeur. Preston exerce ses fonctions de novembre 1893 à février 1898, après quoi il réintégre le service de la Monnaie en tant qu'examinateur.

### Décès
Il meurt le 224 juin 1911, prétendument à l'âge de 77 ans, et est enterré le 27 juin au cimetière d'Oak Hill à Washington.